# Trachselwald
Trachselwald (gsw. Trachsuwaud) – gmina (niem. Einwohnergemeinde) w Szwajcarii, w kantonie Berno, w regionie administracyjnym Emmental-Oberaargau, w okręgu Emmental.

## Demografia
W Trachselwaldzie mieszkają 954 osoby. W 2020 roku 3,2% populacji gminy stanowiły osoby urodzone poza Szwajcarią.